# Хорвиц, Сьюзан
Сьюзан Хорвиц (Susan Band Horwitz; род. 1937, Кеймбридж, Массачусетс) — американский учёный-медик, онколог.
Доктор философии (1963), заслуженный эмерит-профессор Albert Einstein College of Medicine, где трудится с 1970 года, член Национальных Академии наук (2005) и Медицинской академии (2006) США, а также Американского философского общества (2013). Известна своими исследованиями таксола, изучала который с 1977 года.
Согласно другому источнику — родилась в Бостоне, где и выросла. Окончила Колледж Брин-Мар, степень доктора философии по биохимии получила в Брандейском университете. Являлась постдоком в Tufts University School of Medicine, Emory University School of Medicine, Albert Einstein College of Medicine. В штат последнего поступила в 1970 году (числилась там с 1968), с 1980 профессор, с 1986 именной профессор (Falkenstein Professor) онкологии, ныне также заслуженный и эмерит.
Президент American Association for Cancer Research (2002—2003).
Член Американской академии искусств и наук (1994).
Автор более 250 публикаций.

## Награды и отличия
- AACR[англ.]-Bruce F. Cain Memorial Award (1992)
- Barnard Medal of Distinction[англ.] (2003)[5]
- Warren Alpert Foundation Prize[англ.] (2004)
- Bristol-Myers Squibb Award[англ.] (2006)
- AACR Award for Lifetime Achievement in Cancer Research[англ.] (2011)[6]
- New York Academy Medal for Distinguished Contributions in Biomedical Science (2011)
- John Scott Science Award[англ.] (2014)
- Международная премия Гайрднера (2019)
- Szent-Györgyi Prize for Progress in Cancer Research[англ.] (2020)[7]

Почётный доктор (Франция, 2002).